# دانييلي غانغمي
دانييلي غانغمي (بالإيطالية: Daniele Gangemi)‏ هو كاتب سيناريو ومخرج إيطالي، ولد في 18 يونيو 1980 في قطانية في إيطاليا.

## وصلات خارجية
- دانييلي غانغمي على موقع IMDb (الإنجليزية)
- دانييلي غانغمي على موقع أول موفي (الإنجليزية)
- دانييلي غانغمي على موقع قاعدة بيانات الفيلم (الإنجليزية)